# Wilhelm Weitling
Wilhelm Weitling (05 de Outubro de 1808 – 24 de Janeiro de 1871) foi um importante escritor revolucionário europeus do início do século XIX, identificado ora com o anarquista e ora como socialista. Nascido na Alemanha, Weitling foi um grande proponente do socialismo experimental.
Sua relação com os marxistas foi marcada pela ambiguidade pois se de um lado foi intensamente criticado por Marx e outros membros do movimento marxista, sendo rotulado de socialista utópico, do outro foi considerado por Engels o "fundador do comunismo alemão".

## Vida
Ele nasceu em Magdeburg na Prússia.
Era um aprendiz de alfaiate, Weitling trabalhou como alfaiate em Dresden e Viena entre 1832 e 1837.
Ele chegou a Paris em 1838, durante a "monarquia de Julho", depois de fugir para Zurique após a fracassada revolta dos
blanquistas.
Foi preso e, posteriormente, extraditado de volta para a Prússia pelas autoridades suíças, Weitling emigrou para os Estados Unidos, onde participou ativamente na comunidade alemã-americana em Iowa.

## Atividade revolucionária e pensamento
Apesar de trabalhar 12 horas por dia como alfaiate ele ainda encontrou tempo para ler Strauss e Lamennais.
Depois de entrar para a Liga dos Justos, em 1837, Weitling se uniu aos trabalhadores parisienses em protestos e batalhas de rua em 1839.
Tristram Hunt chamou sua doutrina de "uma mistura altamente emocional do comunismo Babouvist, do cristianismo milenarista e populismo milenar":

Weitling apoiava o trabalho do cristão radical Felicité de Lamennais, Weitling defendeu a instalação do comunismo pela força física com a ajuda de um forte exército de 40.000 homens composto por ex-presidiários.
Defendia a comunidade de bens e harmonia da sociedade, Weitling prezava a figura de Cristo.
Marx e Engels entraram em conflito com ele porque Weitling defendia teorias religiosas apocalípticas Münster do século XVI e a tentativa sangrenta de uma "segunda vinda".
Essa filosofia encheu Marx e Engels de fúria, porém, a mistura vertiginosa de Weitling de evangelismo e protocomunismo atraiu milhares de seguidores dedicados em todo o continente europeu.

No seu livro "Evangelho dos pobres pecadores" (1847) Weitling levou o comunismo de volta ao cristianismo primitivo.

Seu livro "Harmonia e Liberdade" foi elogiado por Bruno Bauer, Ludwig Feuerbach e Mikhail Bakunin e Weitling reuni-se com Bakunin em Zürich em 1843.
Karl Marx referiu-se ao livro como sendo "estréia literária do trabalhador alemão", mas "ganhou de Marx este elogio  simplesmente pelo fato do talento de Weitling serem dirigidos para os trabalhadores como classe."

Fugindo da França, Weitling foi para Zurique. Lá ele foi preso e acusado de agitação revolucionária, incluindo blasfêmia por ter publicado um texto que retratava a Jesus Cristo como comunista e filho ilegítimo de Maria. Considerado culpado, ele foi condenado a uma pena de seis meses.
Extraditado para a Prússia, Weitling teve a oportunidade de emigrar em 1849 para os Estados Unidos como um dos revolucionários de 1848 na Europa.
Weitling morreu em 1871 em Nova York.

## Obras
- A Humanidade como é e como deveria ser (1838)
- As garantias da harmonia e liberdade (1842)
- O evangelho do pobre pecador (1845)